# Andreas Bruce
Ferdinand "Andreas" Edvard Bruce (28 de dezembro de 1808 – 27 de janeiro de 1885), foi um escritor de memórias sueco. Sua história foi o primeiro livro de memórias escrito por uma pessoa transexual na Suécia e é considerada única em muitos aspectos.

## Juventude
Bruce nasceu como Christina "Therese" Isabelle Jeanette Louise Bruce, filho do nobre e cortesão Adam Bruce e Fredrica Charlotta Wijnblad. Durante sua educação, ele se considerava homem e lutou com seu irmão com a aprovação do pai, sendo geralmente referido como Lilla Fröken Herrn ("Pequena Senhorita"). Ao atingir a idade adulta, porém, a família exigiu que ele se comportasse como mulher. Aos dezesseis anos, ele tentou fugir de casa vestido de homem. Depois disso, seu pai o levou para ser examinado por um médico, Anders Johan Hagströmer, professor de anatomia e cirurgia em Estocolmo. Ele foi ao exame depois que o irmão, com autorização do pai, o vestiu de homem e disse ao médico: “Se eu não posso viver de calça, então não posso viver de jeito nenhum”.

## Transição de gênero
Em julho de 1825, o médico emitiu uma declaração onde Bruce foi declarado um "hermafrodita" (intersexo), cujos órgãos genitais masculinos eram mais desenvolvidos que os femininos. Após a leitura desse depoimento, seu pai o levou a um bar, comemorou com um drink, chamou-o de novo filho, deu-lhe o nome de Ferdinand Andreas Edvard Bruce e pediu-lhe que não envergonhasse o nome da família. Ele permitiu que ele usasse roupas masculinas e vivesse publicamente como homem. Ele também se sentou na seção masculina da igreja com seu pai e irmão, incidente que fez desmaiar uma senhora da igreja. Ele também visitou a capital Estocolmo como um homem, bebia álcool e fumava em público, o que na época só era aceitável para homens.
Porém, sua mudança de sexo foi vista como um escândalo pela sociedade e divulgada na imprensa. Isto fez com que a sua família o renegasse por ter escandalizado o nome da família, e ele só fez as pazes com eles depois de ter prometido, ditado por um padre, viver uma vida privada discreta fora de Estocolmo. Em 1829, mudou-se para a ilha de Gotlândia, e conseguiu um emprego como escriturário na companhia do armador Jacob Dubbe em Follingbo, em Gotlândia. Dubbe era conhecido por ser tão rígido que poucos trabalhariam para ele, mas Bruce encarou isso como um desafio para provar sua coragem masculina. Bruce também participou de exercícios na milícia local e, considerando isso uma forma de provar sua masculinidade, fez tantos esforços que recebeu elogios de seus comandantes. Aparentemente, sabia-se que Bruce era biologicamente feminino, mas isso foi aceito e não falado abertamente. No entanto, o médico militar não gostava de Bruce e, segundo Bruce, o baniu do exército por motivos pessoais.
Bruce normalmente só se associava sexualmente com mulheres. Em julho de 1838, porém, Bruce deu à luz uma filha, que chamou de Carolina. O pai da criança era o inspetor Lars Nyström. Bruce não declarou se a relação sexual foi um estupro ou não, apenas que não teve cuidado. De acordo com Bruce, Nyström sabia que ele era biologicamente feminino e o cortejou, e depois de terem ficado bêbados juntos, Bruce permitiu que Nyström passasse a noite. Depois de engravidar, Nyström abandonou Bruce, que pensou em suicídio. De acordo com Bruce, ele suportou as dores do parto da mesma forma que se espera que um homem ignore a dor. Após o parto, Bruce mudou-se da cidade para Öja com sua filha, sua amante Maria Lindblad e a filha dela, e criou a filha como pai. Ele não foi autorizado a se casar com Lindblad, e depois que se soube que ele era a mãe biológica de sua filha ilegítima Carolina, foi-lhe negado o culto às mulheres, o que o impediu de frequentar a igreja por um período de dez anos, um estigma social da época.

## Legado
Bruce escreveu sua própria biografia, parcialmente em cartas para sua filha Carolina entre 1859 e 1881. É considerada única como a biografia de um transexual no século XIX na Suécia. Bruce também é conhecido na pesquisa histórica científica.
Bruce foi apontado como modelo para o personagem Tintomara no romance Drottningens juvelsmycke de Carl Jonas Love Almqvist.